# حفناویه، قنا
حفناویه (به عربی: الحفناوية)، روستایی از توابع نجع حمادی در استان قنا و کشور مصر است.

## جمعیت
براساس سرشماری سال ۲۰۰۶ مصر، جمعیت آن ۴۵۶۰ نفر(۲۳۱۴ مرد و ۲۲۴۶ زن) بوده‌است.